# 스피릿 (탐사차)
스피릿 로버(Spirit Rover) 혹은 줄여서 스피릿(Spirit)은 2004년부터 미국 항공우주국(NASA)이 화성 탐사를 위해 실행한 화성 탐사 계획에 사용된 두 대의 화성 탐사차 중 첫 번째의 애칭이다. 정식 명칭은 MER-A(Mars Exploration Rover-A, 화성 탐사 로버-A)이다. 2003년 6월 10일 17:59 UTC에 발사하여, 이듬해 2004년 1월 4일(쌍둥이 오퍼튜니티 로버가 화성 반대쪽에 착륙하기 3주 전) 우주선 사건시 (Spacecraft Event Time) 기준 04:35 에 착륙하였다. 이로써 스피릿 로버는 소저너호에 이어서 두 번째로 성공한 화성 탐사차이 되었다.
초기에는 지구 시간으로 90일 동안 활동할 계획이었지만, 실제로는 5년이 넘게 활동해왔다.
2009년 5월 1일 스피릿은 부드러운 흙에 빠진 이후로 몇달간 빠져나오지 못했다. 2010년 1월 26일 NASA는 스피릿의 임무를 ‘정지 연구’로 전환하였다. 2010년 3월 22일에 스피릿 로버와의 교신 연결이 두절되었는데, 이것은 태양 전지판에 쌓인 먼지가 바람에 제거되지 않아 결국 탐사시스템의 전력이 고갈되었기 때문으로 보인다.
스피릿은 2010년 화성의 겨울을 지내기 위해 동면에 들어갔다가 통신이 두절되었고 1년 동안 수차례 교신을 시도하였으나 응답이 돌아오지 않았다.이는 태양 전지판의 이물질 때문이라고 NASA는 밝혔다.
2011년 5월 25일 NASA는 마지막으로 결국 스피릿과의 교신 시도를 중단했다.

## 사진

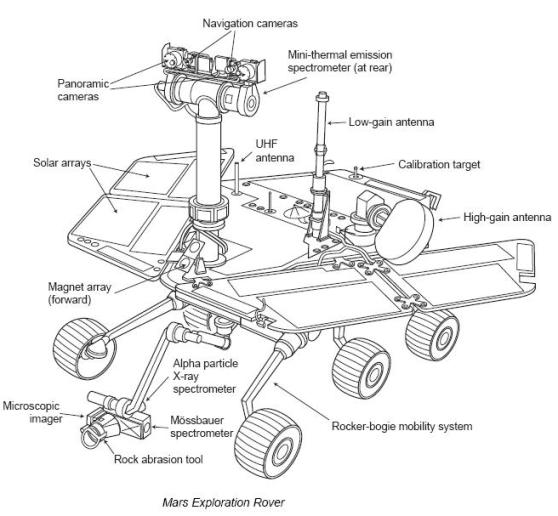
주석이 달린 스피릿의 도면
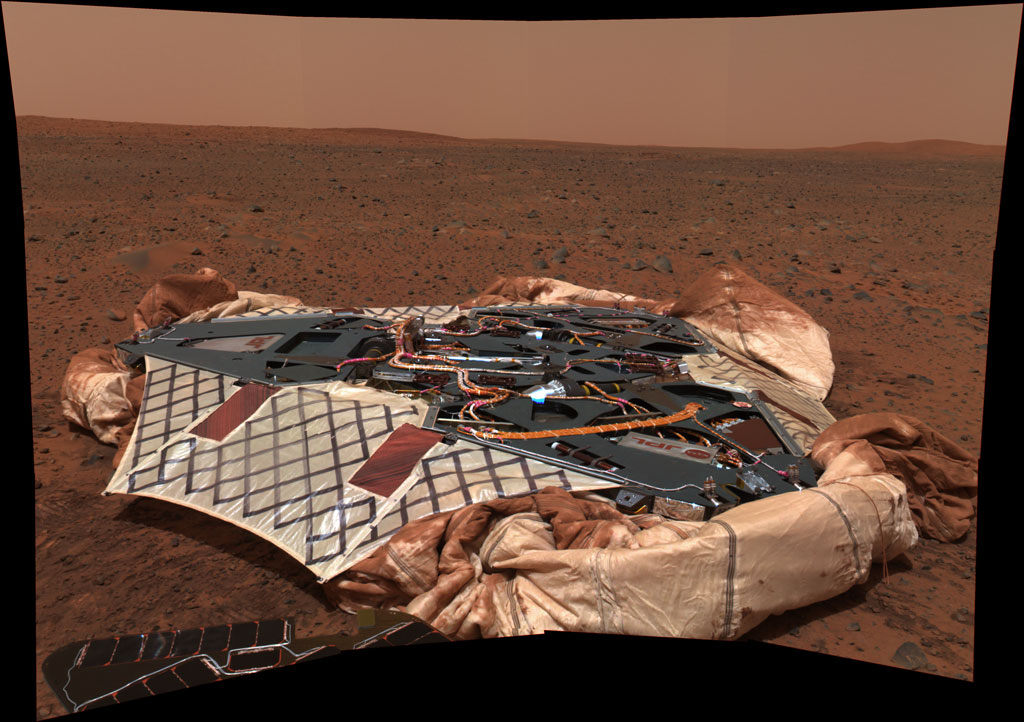
화성 표면에 놓인 착륙선 모습 2004년 1월 18/19일
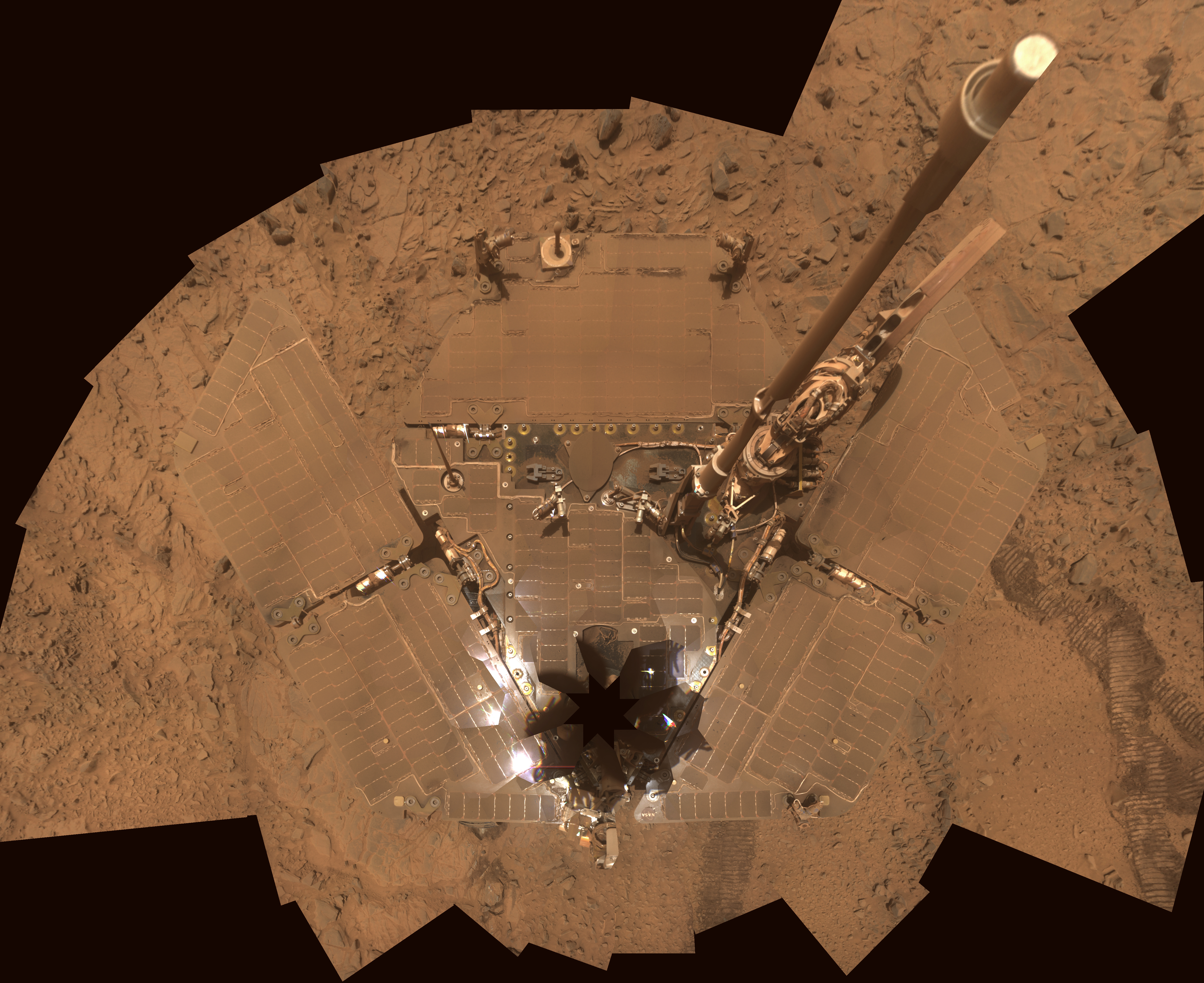
먼지로 덮힌 태양 전지판

## 같이 보기
- 소저너 로버 - 미국의 첫 번째 화성 탐사 로버, 무게 10.5 kg
- 스피릿 로버 - 미국의 두 번째 화성 탐사 로버, 무게 185 kg
- 오퍼튜니티 로버 - 미국의 세 번째 화성 탐사 로버, 무게 185 kg
- 큐리오시티 로버 - 미국의 네 번째 화성 탐사 로버, 무게 900 kg
- 인사이트 - 미국의 다섯 번째 화성 탐사 로버, 무게 358 kg
- 퍼서비어런스 로버 - 미국의 여섯 번째 화성 탐사 로버, 무게 1025 kg